# Vuisternens-en-Ogoz
Vuisternens-en-Ogoz (informalmente anche Vuisternens-devant-Pont, toponimo francese; in tedesco Welschwinterlingen, desueto) è una frazione di 975 abitanti del comune svizzero di Gibloux, nel Canton Friburgo (distretto della Sarine).

## Storia

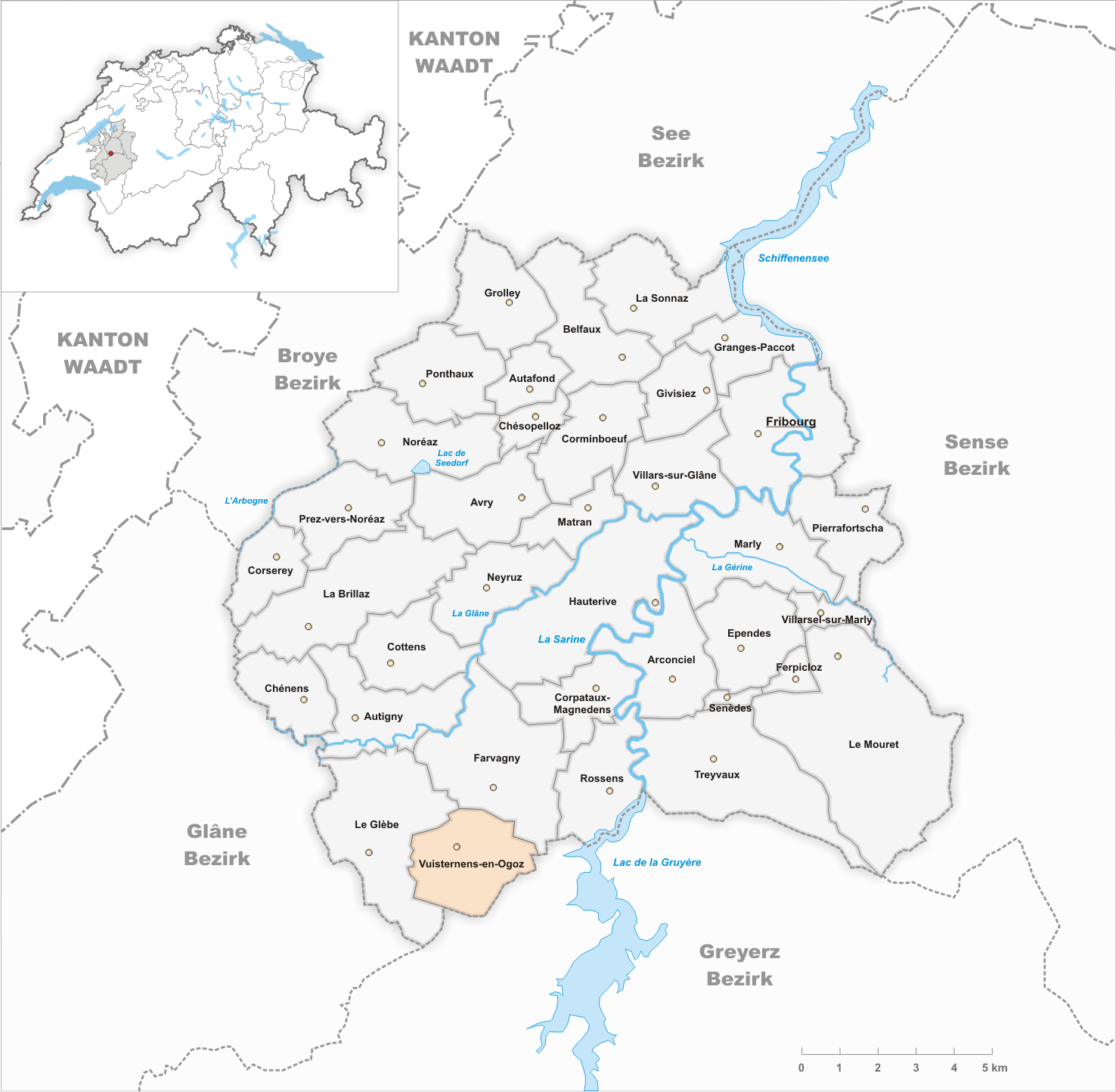
Il territorio del comune di Vuisternens-en-Ogoz prima degli accorpamenti comunali del 2016

Già comune autonomo che si estendeva per 6,24 km² e che comprendeva anche la frazione di Bouleyres, il 1º gennaio 2016 è stato accorpato agli altri comuni soppressi Corpataux-Magnedens, Farvagny, Le Glèbe e Rossens per formare il nuovo comune di Gibloux.

## Monumenti e luoghi d'interesse

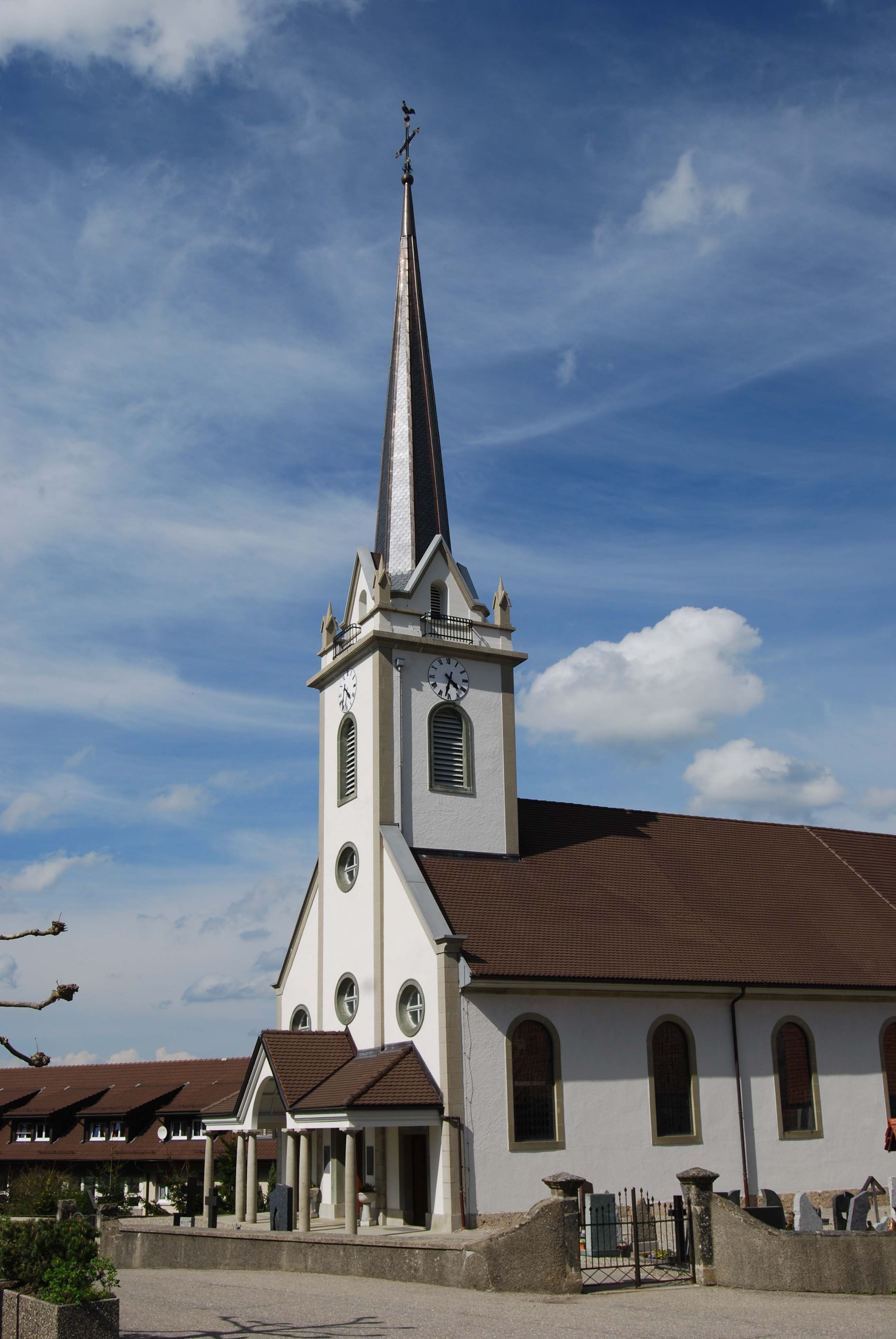
La chiesa cattolica di San Giovanni Evangelista

- Chiesa cattolica di San Giovanni Evangelista, attestata dal 1228 e ricostruita nel 1485 e nel 1646[1].

## Società

### Evoluzione demografica
L'evoluzione demografica è riportata nella seguente tabella:
Abitanti censiti

## Economia
Presso Vuisternens-en-Ogoz, sul monte Gibloux, dal 1969 sorge la stazione sciistica di Vuisternaz.

## Amministrazione
Ogni famiglia originaria del luogo fa parte del comune patriziale che ha la responsabilità della manutenzione di ogni bene comune.